# Prolitne
Prolitne (en (ucraïnès): Пролітне, en rus: Пролётное, Proliótnoie) és un poble de la República Autònoma de Crimea a Ucraïna, que el 2014 tenia 175 habitants. Pertany al districte de Simferòpol.